# Opowieść wigilijna Flintstonów
Opowieść wigilijna Flintstonów (ang. A Flintstones Christmas Carol) – amerykański telewizyjny film animowany z 1994 roku w reżyserii Joanny Romersy, bazujący na popularnym serialu Flintstonowie i powieści Charlesa Dickensa pod tym samym tytułem.

## Fabuła
W Skalisku jest organizowana w teatrze amatorskim teatralna wersja „Opowieści wigilijnej” Charlesa Brickensa. Fred otrzymuje rolę Ebonezera Scrooge’a, Rubble’owie rodziny Cragitów, a pan Łupek Jacoba Marbleya. Fred jest dumny z udziału, ponieważ gra główną rolę i jest tak przejęty ćwiczeniem swych kwestii, że ignoruje rodzinę i pracę. Szczególnie irytuje tym Wilmę, będącą inspicjentem w teatrze.
W wigilię Bożego Narodzenia, w pracy Fred ćwiczy kwestie z Barneyem, który nie jest tak zaaferowany jak jego kolega. Fred przypomina, że jeszcze nie kupił prezentów gwiazdkowych dla Wilmy i Pebbles. Kupiwszy w ostatniej chwili prezenty, z braku czasu prosi jednego chłopca o zajęcie miejsca w kolejce do pakowania. Po powrocie do domu Fred udaje się prosto do teatru. Wściekła Wilma przypomina mu, że miał odebrać Pebbles z żłobka i zarzuca mu egoizm.
Sztuka się rozpoczyna. Scrooge grany przez Freda jest jedynym właścicielem kantoru „Scrooge & Marbley” w Piltdown, po tym jak jego były wspólnik, Marbley, zmarł w wigilię Bożego Narodzenia. Scrooge dba jedynie o swoje dochody i źle traktuje swego kancelistę Boba Cragita. Odrzuca także zaproszenie od swego siostrzeńca Neda na wigilijną wieczerzę, jako że Scrooge nie znosi Bożego Narodzenia, traktując je jako zbędny wydatek. W jego domu nawiedza go duch Marbleya, który nosi ciężkie łańcuchy jako pokutę za swoje niegodziwe życie, i ostrzega wspólnika, że jeśli ten nie zmieni się, to podzieli jego los. Mówi Scrooge’owi, że odwiedzą go trzy duchy.
Po zakończeniu pierwszego aktu Fred jest dumny z roli, ale widząc gniew i żal u Wilmy, zaczyna mu być głupio. Niespodziewanie przedszkolanka Garnet Feldspar grająca Ducha Przeszłych Świąt zapada na grypę i Wilma musi ją zastąpić. W drugim akcie, zgodnie z zapowiedzią Marbleya, przychodzi pierwszy z duchów – Duch Przeszłych Świąt. Fred na moment wybija się z roli, widząc Wilmę, ale wraca do grania. Duch pokazuje Scrooge’owi jego dzieciństwo, gdzie skłócony z ojcem musiał spędzać święta samotnie w internacie. Jednego roku jego siostra Fan mówi mu, że może spędzić święta w rodzinnym domu. Wiele lat później Scrooge, jako czeladnik u Fezziwiga, granego przez Barneya, zaręcza się z Belle, również graną przez Wilmę, zmuszoną zastąpić sekretarkę Łupka – Maggie, także chorą.
Belle, widząc postępującą chciwość u Scrooge’a, zrywa z nim zaręczyny. Po zakończeniu drugiego aktu Fred przypomina sobie, że musi odebrać prezenty. Podczas przerwy biegnie do domu towarowego, który jest już zamknięty. Zdesperowany Fred włamuje się do budynku, gdzie atakuje go Duch Przyszłych Świąt. Okazuje się, że to jego znajomy, sierżant policji Philo Quartz, ćwiczący do roli. Zabiera on Freda do teatru w ostatniej chwili. W kolejnym akcie Scrooge’a odwiedza Duch Obecnych Świąt, ukazujący mu ubogą, ale szczęśliwą wieczerzę u Cragitów, a następnie przyjęcie u Neda. Scrooge szczególnie przejmuje się chorowitym synem Cragita, Małym Timem, a widząc żonę Neda – Clarę, łudząco podobną do Fan, żałuje, że jego siostra przedwcześnie zmarła.
Po odejściu Ducha Obecnych Świąt, Scrooge spotyka ostatniego z duchów – Ducha Przyszłych Świąt, który pokazuje mu przyszłość: śmierć Małego Tima i pogrzeb człowieka, którego nikt nie opłakuje. Tym zmarłym jest sam Scrooge, który przysięga się zmienić. Nad ranem Scrooge staje się lepszym człowiekiem i czyni Cragita swym wspólnikiem. Pojawia się też Belle kwestująca na rzecz ubogich. Nie ma tego w scenariuszu, gdyż Wilma zastępuje kolejnego aktora. Fred prosi ją o wybaczenie, jako że zrozumiał swą samolubność. Sztuka kończy się tym, że dobroduszny Scrooge stał się wzorem do naśladowania, a dla Małego Tima stał się drugim ojcem. Podobnie odmieniony jest Fred, pogodzony z Wilmą, który odkrywa, że Ducha Przyszłych Świąt zagrał Dino, zastępujący chorego Phila. Jest też chłopiec z kolejki, który dał prezenty do zapakowania i widząc brak Freda, od razu pobiegł do teatru. Szczęśliwy Fred nagle zapada na grypę; Wilma oznajmia, że grypa trwa jeden dzień i zdąży na świąteczny obiad u jej matki, czym przeraża Freda.

## Obsada głosowa
| Postać                | Wersja oryginalna | Wersja polska | Wersja polska |
| Postać                | Wersja oryginalna | Pierwsza wersja (1996) | Druga wersja (2000) |
| --------------------- | ----------------- | --- | --- |
| Fred Flintstone       | Henry Corden      | Włodzimierz Bednarski | Włodzimierz Bednarski |
| Ebonezer Scrooge      | Henry Corden      | Włodzimierz Bednarski | Włodzimierz Bednarski |
| Wilma Flintstone      | Jean Vander Pyl   | Barbara Bursztynowicz | Małgorzata Drozd |
| Duch Przeszłych Świąt | Jean Vander Pyl   | Barbara Bursztynowicz | Małgorzata Drozd |
| Belle                 | Jean Vander Pyl   | Barbara Bursztynowicz | Małgorzata Drozd |
| Barney Rubble         | Frank Welker      | Emilian Kamiński | Mieczysław Morański |
| Bob Cragit            | Frank Welker      | Emilian Kamiński | Mieczysław Morański |
| Fezziwig              | Frank Welker      | Emilian Kamiński | Mieczysław Morański |
| Betty Rubble          | B.J. Ward         | Iwona Rulewicz | Lucyna Malec |
| pani Cragit           | B.J. Ward         | Iwona Rulewicz | Lucyna Malec |
| pan Slate             | John Stephenson   | Jacek Czyż | Stanisław Brudny |
| Jacob Marbley         | John Stephenson   | Jacek Czyż | Stanisław Brudny |
| Pebbles Flinstone     | Russi Taylor      | Kinga Tabor-Szymaniak | Krystyna Kozanecka |
| Martha Cragit         | Russi Taylor      | Kinga Tabor-Szymaniak | Krystyna Kozanecka |
| Bamm-Bamm Rubble      | Don Messick       | Lucyna Malec | Joanna Wizmur |
| Mały Tim Cragit       | Don Messick       | Lucyna Malec | Joanna Wizmur |
| Dino                  | Frank Welker      | Ryszard Olesiński | Zbigniew Suszyński |
| Duch Przyszłych Świąt | Frank Welker      | Ryszard Olesiński | Zbigniew Suszyński |
| Charles Brickens      | John Rhys-Davies  | Andrzej Piszczatowski | Mariusz Benoit |
| Maggie                | Marsha Clark      | Kinga Tabor-Szymaniak | Jolanta Wilk |
| Garnet Feldspar       | Marsha Clark      | Kinga Tabor-Szymaniak | Monika Kwiatkowska |
| Clara                 | Marsha Clark      | Kinga Tabor-Szymaniak | Monika Kwiatkowska |
| Fan Scrooge           | Marsha Clark      | Kinga Tabor-Szymaniak | Monika Kwiatkowska |
| sierż. Philo Quartz   | René LeVant       | Włodzimierz Press | Janusz Wituch |
| Ned                   | Will Ryan         | Robert Czebotar | Tomasz Bednarek |
| Erwin                 | Brian Cummings    | Stanisław Brudny | Jan Prochyra |
| Duch Obecnych Świąt   | Brian Cummings    | Stanisław Brudny | Jan Prochyra |
| chłopiec              | B.J. Ward         | Agata Gawrońska-Bauman | Jacek Braciak |
|                       |                   | Opracowanie: Studio Opracowań Filmów w Warszawie Reżyseria: Maria Piotrowska Dialogi: Grażyna Dyksińska-Rogalska Dźwięk: Alina Hojnacka-Przeździak Montaż: Gabriela Turant-Wiśniewska Kierownictwo produkcji: Ala Siejko Producent: Imperial Entertainment Lektor: Tadeusz Borowski | Opracowanie: Master Film Reżyseria: Henryka Biedrzycka Dialogi: Katarzyna Precigs Dźwięk: Anna Barczewska Montaż: Agnieszka Kołodziejczyk Kierownictwo produkcji: Romuald Cieślak Tekst piosenki: Andrzej Brzeski Opracowanie muzyczne: Eugeniusz Majchrzak Producent: Warner Bros. Lektor: Maciej Gudowski |